# サミル・ジャヴァドザデ
サミル・ジャヴァドザデ（アゼルバイジャン語: Samir Cavadzadə / Samir Javadzadeh、1980年4月16日 - ）は、アゼルバイジャンのポップ歌手。ユーロビジョン・ソング・コンテスト2008にエルヌル・フュセイノフと共に同国代表として出場した。
バクーに生まれた。2002年に大学から経営学の学位を取得。2003年にムガーム専攻で5年かけて音楽科を修めた。一年間兵役に就いた後、ポップバンド「Sheron」に加入。その3年後にソロになった。この時期に歌手のロヤとデートをした。
元々、ジャヴァドザデはユーロビジョンアゼルバイジャン代表に競争で選ばれたわけではなかった。まず審査員が優先してフュセイノフを代表に選出し、次にフュセイノフとのデュエットで秀でていたジャヴァドザデが選出された。決定後の会見でコンテストの幹事を務めた『Day After Day』の作詞家ザーラ・バダルビリは「この方法はコンテストのルールと相反するものではない」と述べた。